# Xã Harrison, Quận Harrison, Indiana
Xã Harrison (tiếng Anh: Harrison Township) là một xã thuộc quận Harrison, tiểu bang Indiana, Hoa Kỳ. Năm 2010, dân số của xã này là 12.484 người.